# مياسنيكيان
مياسنيكيان (بالأرمنية: Սանանանեն)هي مدينة في مقاطعة أرمافير في أرمينيا. تمت تسمية المدينة على اسم ألكسندر مياسنيكيان، الثوري الأرمني البلشفي ورجل الدولة الذي قاد أرمينيا السوفيتية في بداية السياسة الاقتصادية الجديدة للينين (NEP). يقع موقع محطة قطار أراكس بالقرب. يبلغ عدد سكان المدينة 4036 نسمة، معظمهم من الأرمن والأكراد (بما في ذلك الإيزيديين).